# Enea Mihaj
Enea Mihaj (* 5. Juli 1998) ist ein albanischer Fußballspieler, der beim portugiesischen Club FC Famalicão unter Vertrag steht.

## Karriere

### Verein
Mihaj wurde als Sohn von albanischen Eltern auf der griechischen Insel Rhodos geboren. Er wuchs in Thessaloniki auf. Nach ein paar Jahren zog er mit seiner Familie zurück nach Rhodos. Er begann seine Karriere bei den Jugendakademien von Panetolikos im westgriechischen Agrinio.
2016 wurde Mihaj für das Spiel gegen Kalithea zum ersten Mal in die A-Mannschaft aufgerufen, blieb aber ein Auswechselspieler auf der Bank. Am 11. Januar 2017 debütierte Mihaj als professioneller Fußballspieler gegen PAOK. Er wurde in der 87. Minute für Giorgos Mygas eingewechselt.
Im Juni 2019 unterzeichnete Mihaj einen Vier-Jahres-Vertrag bei PAOK Thessaloniki. Sein erstes Tor erzielte er im Juli 2020 gegen Olympiakos. 2022 wechselte zum FC Famalicão nach Portugal.

### Nationalmannschaft
Am 10. September 2018 wurde er im Rahmen der UEFA Nations League für die Spiele gegen Israel und Schottland ins Kader der albanischen Nationalmannschaft aufgerufen. Beim Spiel gegen Schottland wurde Mihaj in den letzten Minuten für Frédéric Veseli eingewechselt.